# Arctosa ripaecola
Arctosa ripaecola este o specie de păianjeni din genul Arctosa, familia Lycosidae. A fost descrisă pentru prima dată de Roewer, 1960.
Este endemică în Tanzania. Conform Catalogue of Life specia Arctosa ripaecola nu are subspecii cunoscute.